# Ludolf-Hermann von Alvensleben
Ludolf-Hermann Emmanuel Georg Kurt Werner von Alvensleben-Schochwitz (Halle (Saale), 17 maart 1901 - Santa Rosa de Calamuchita, 1 april 1970) was een Duitse officier  en SS-Gruppenführer en Generalleutnant in de Waffen-SS en de politie tijdens de Tweede Wereldoorlog. Hij was ook parlementslid voor de NSDAP in de Rijksdag.
De ter dood veroordeelde von Alvensleben wordt beschuldigd van talrijke misdaden tijdens de Tweede Wereldoorlog, waarvoor hij nooit verantwoordelijk werd gehouden omdat hij naar Argentinië vluchtte.

## Leven

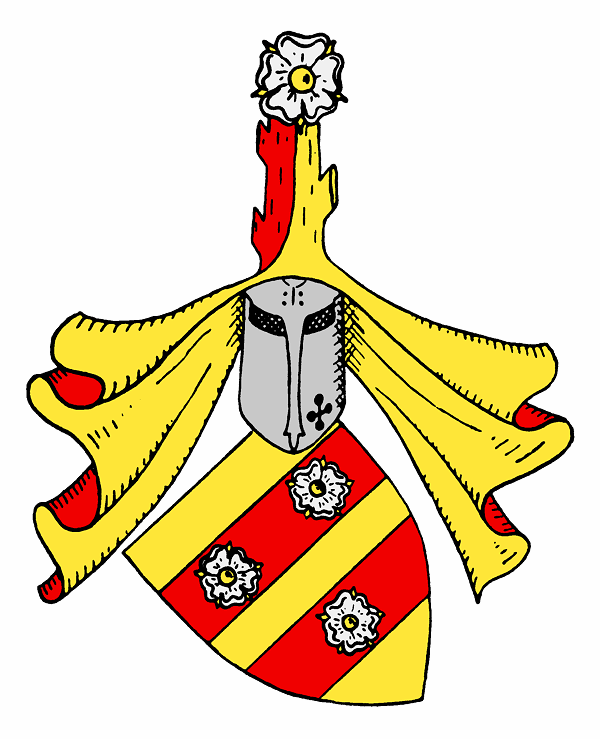
Het wapen van Alvensleben.

Op 17 maart 1901 werd Ludolf-Hermann von Alvensleben geboren in de Pruisische provincie Saksen in de adellijke familie von Alvensleben. Hij was de zoon van de Pruisische Generalmajor Ludolf von Alvensleben (1844–1912) en zijn echtgenote Antoinette  (geboortenaam von Ricou) (30 december 1870 in Darmstadt - 23 mei 1950 in Halle (Saale)).

### Eerste Wereldoorlog
Vanaf 1911 tot 1918 zat von Alvensleben in het Pruisische cadettenkorps. In 1918 werd hij als Fahnenjunker (vaandrig) geplaatst in het Magdeburgisches Husaren-Regiment Nr. 10, maar hij werd niet meer voor het einde van de oorlog ingezet.

### Interbellum
In 1920 was von Alvensleben voor zes weken lid van het Vrijkorps Maercker. Hierna werd hij lid van de Stahlhelm. Na de oorlog voltooide Alvensleben een opleiding in de landbouw. Vanaf december 1912 had hij het riddergoed slot Schochwitz in de landkreis Mansfeld Seekreis geërfd, dat hij sinds 1849 huurde. Van 1923 tot 1928 pachtte hij het riddergoed Storkau in Altmark. In 1928 nam hij zelf het beheer over van Schochwitz, dat destijds zwaar in de schulden zat. Hij beschreef zichzelf als heer van Schochwitz, Krimpe en Wils.
Op 3 mei 1924 trouwde von Alvensleben met een uit een oud patriciërsfamilie briefadel stammende Melitta von Guaita (17 april 1905, Demmin-1991), zij kwam uit Frankfurt am Main. Het echtpaar kreeg vier kinderen (twee dochters (17 februari 1925 en 2 maart 1934) en twee zonen (2 september 1942 en 24 mei 1944). Hij verwekte later ook een natuurlijke zoon die werd opgevoed als een Lebensborn-kind. Von Alvensleben pachtte ook tijdelijk een landgoed van 172 hectare in Glienig bij Dahme/Mark, met 50 hectare bos. Dit kleine landgoed werd beheerd door een beheerder.
Op 1 augustus 1929 werd von Alvensleben lid van de Nationaalsocialistische Duitse Arbeiderspartij (NSDAP) en de Sturmabteilung. Als Ortsgruppenleiter gaf hij leiding aan een Ortsgruppe (plaatselijke afdeling) van de NSDAP in Eisleben. Tussen 1 december 1929 en 25 maart 1934 was von Alvensleben Bezirks- en Kreisleiter in Mansfelder Seekreis. Hij was voor drie jaar lang de redacteur van de nationaalsocialistische krant "Der Mansfelder". En was voor de NSDAP partijredenaar. Vanaf juli 1931 organiseerde von Alvensleben in de gouw Halle-Merseburg het Motor-SA. Tussen 1930 en januari 1933 werd Alvensleben meermaals veroordeeld, onder meer voor een verkeersovertreding, hiervoor moest hij twee dagen in het gevang, en 20 Reichsmark betalen. In 1931 in Eisleben voor het beledigen van de sociaaldemocratische districtscommissaris Wilhelm Koch (1880-1954). 
Op 12 februari 1933 leidde von Alvensleben een overval van 600 SS- en SA-mannen op de arbeidssporthall, en een gebouw dat door de KPD in Eisleben werd gebruikt. Tijdens deze "Eisleber Bloedzondag" stierven vier mensen, en raakte 24 anderen raakten ernstig gewond. Vanaf 1933 was hij gouw inspecteur west voor de gouw Halle-Merseburg. Vanaf februari 1933 tot 31 mei 1933 was hij tijdelijk districtsraadslid in het district Eisleben. Hierna was von Alvensleben lid van de districtsraad en districtscommissie in Eisleben, en het provincieraad van de Pruisische provincie Saksen. Hij was ook nog lid van de Pruisische Landdag. Op 12 maart 1933 werd von Alvensleben gekozen voor de Rijksdag, waar hij tot het einde van de oorlog zat.
Op 5 april 1934 werd von Alvensleben lid van de Schutzstaffel (SS). Hij werd ingeschaald als SS-Obersturmbannführer (luitenant-kolonel). En werd met het leiderschap belast van de 46. SS-Standarte in Dresden. Op 22 augustus 1934 gaf Himmler, als "Reichsführer-SS" von Alvensleben, een "strengen terechtwijzing" voor in april 1934 het beledigen van een vrouw in Leipzig. Vanaf 6 februari 1935 tot 14 november 1936 was hij adjudant van de Reichssportführer Hans von Tschammer und Osten. Hierna trainde hij als militaire reserve met de MG-compagnie van het 10e Infanterie-regiment wat gestationeerd was in Dresden. Omdat hij weer dicht bij zijn landgoed Schochwitz wilde zijn, nam hij op 1 oktober 1935 de leiding over van 26. SS-Standarte "Paul Berck" in zijn geboorteplaats Halle. Hierna ging von Alvensleben weer in training met het 1e bataljon van het 53e Infanterie-regiment. Het 26e SS-Standarte werd kortdurend geleid door Walter Eisfeld. Tijdens de Rijkspartijdag van 1936 was von Alvensleben leider van de regimentsformaties tijdens de ceremoniële afmars tijdens de rijkspartijdag. Op 20 september 1936 wisselde von Alvensleben naar de SS-Abschnitt X gestationeerd in Stuttgart. Op 30 januari 1937 werd hij bevorderd tot SS-Oberführer. Vanaf 1937 tot 1938 was von Alvensleben onder medisch behandeling voor een luchtweginfectie. Na zijn herstel, werd hij benoemd tot commandant van de SS-Abschnitt XXXIII met zijn hoofdkwartier in Schwerin. Op 14 november 1938 werd hij toegewezen aan de Persönlicher Stab Reichsführer-SS en kreeg de functie van 1e adjudant van de Reichsführer-SS. Hij volgde Karl Wolff op. Later werd hij nog tot hoofd benoemd van het adjudantuur in de Persönlicher Stab Reichsführer-SS. 

### Tweede Wereldoorlog

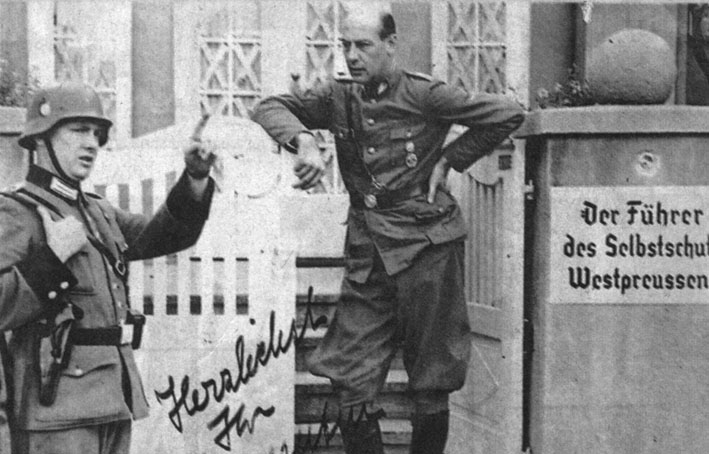
Von Alvensleben als bevelhebber van de Volksdeutscher Selbstschutz, in gesprek met een manschap.

Op 3 september 1939 werd hij benoemd tot commandant van de Volksdeutscher Selbstschutz (vrije vertaling: Volksduitse Zelfbescherming) in de Rijksgouw West-Pruisen. Deze eenheden waren opgericht uit leden van de Duitse minderheid in Polen, en werd geleid door de Rijksduitse SS. Zij waren verantwoordelijk voor de moord op en verdrijving van duizenden Poolse burgers, ook in Fordon. Op 17 september 1939 rapporteerde Alvensleben aan Himmler: "Zoals u zich kunt voorstellen, Reichsführer, is het werk een groot genoegen. […] Helaas wordt er niet gehandeld zoals het hoort, en dit komt door de zogenaamde krijgsraden en de lokale commandanten van de Wehrmacht, die reserveofficieren zijn vanwege hun burgerlijke beroepen te zwak." Von Alvensleben was ook een van de hoofdverantwoordelijke van het bloedbad van Piaśnica, waarbij tussen de 10.000 en 13.000 mensen om het leven kwamen.
Op 3 november 1939 eigende von Alvensleben zich goederen toe in Eichenbarleben (hedendaags: Rucewo) en Kleineichenbarleben (Rucewko) nabij Güldenhof in het toenmalige Rijksgouw Wartheland, dat voorheen in Joods bezit was geweest. Von Alvensleben trad op als "vertrouwensman" tot juni 1943, daarna als manager van het landgoed Gross-Eichenbarleben. Hij rechtvaardigde dit tegenover Himmler door te zeggen dat hij zijn zus met vijf minderjarige kinderen moest onderhouden. In 1937 had de SS de aanzienlijke schulden von Alvensleben vereffend.
Vanaf 1 december 1939 tot december 1940 was hij geplaatst in de staf van de HSSPF "Ost" de SS-Obergruppenführer Friedrich-Wilhelm Krüger met zijn hoofdkwartier in Krakau in het Generaal-gouvernement. Tijdens deze periode werd von Alvensleben als reserveofficier ingezet in het SS-Regiment "Germania", en diende tijdens de Slag om Frankrijk in het regiment. Vanwege ziekte werd hij ontslagen uit de dienst van de Waffen-SS, en gaf zijn rangen in de Waffen-SS op. Hierna werd von Alvensleben als SS-leider weer te werk gesteld in de Persönlicher Stab Reichsführer-SS. Voor een korte tijd werd hij gedetacheerd naar het Reichssicherheitshauptamt. Op 22 oktober 1940 werd hij benoemd tot SS- und Polizeiführer (SSPF) Tschernigow (Tsjernihiv). Hierna volgde zijn benoeming tot SSPF Taurien-Krim-Simferopol op de Krim. Hierop volgend werd von Alvensleben benoemd tot SSPF Nikolajew (Mykolajiv), maar werd ziek (dysenterie, polyneuritis en difterie) tijdens zijn uitoefenen van zijn functie in Zuid-Rusland. Hij werd naar de SS-militair hospitaal Hohenlychen in Lychen gebracht, waarna hij naar een medische kliniek in Dresden werd gestuurd. Op 22 oktober 1943 volgde zijn benoeming tot HSSPF Schwarzes-Meer (Zwarte Zee), maar von Alvensleben was gehospitaliseerd, waardoor hij niet aantrad in deze functie. Op 9 november 1943 werd hij bevorderd tot SS-Gruppenführer en Generalleutnant der Polizei. Von Alvensleben werd op 19 februari 1944 de officiële opvolger van Udo von Woyrsch als Höherer SS- und Polizeiführer (HSSPF) in Dresden, en commandant van de SS-Oberabschnitt "Elbe". In de SS-Oberabschnitt bevond zich het landhuis von Alvensleben met een hoge schuldenlast in Schochwitz. Hij profiteerde van zijn officiële positie tegen Carl Wentzel, een van zijn schuldeisers en de eigenaar van het landgoed in Teutschenthal. De Sicherheitspolizei die onder bevel von Alvensleben gesteld was, ontving verschillende anonieme aanklachten tegen Wentzel. Wentzel werd gearresteerd in verband met het Complot van 20 juli 1944. Von Alvensleben kon zijn landgoed weer overnemen. Na de staatsgreep verborg Wentzel Carl Friedrich Goerdeler in zijn jachthuis in Gorenzen. Op 20 december 1944 werd Wentzel geëxecuteerd. In verschillende brieven aan Himmler protesteerde hij "hoe ongemakkelijk deze vreemde ontmoeting voor hem was". Op 1 juli 1944 werd von Alvensleben nog bevorderd tot Generalleutnant in de Waffen-SS. Hij werd nog op 1 oktober 1944 benoemd tot Höhere Kommandeur der Kriegsgefangenen in het Wehrkreis IV.
In april 1945 werd von Alvensleben aangehouden door Britse strijdkrachten, en raakte in krijgsgevangenschap.

## Na de oorlog
Eind 1945 vluchtte hij uit het interneringskamp Neuengamme in Hamburg-Neuengamme. Von Alvensleben leefde voor een korte periode in Schochwitz, begin 1946 vluchtte hij met zijn gezin via de Rattenlijn naar Argentinië. Onder de naam Carlos Lücke woonde hij tot juli 1956 in Buenos Aires, daarna verhuisde hij naar Santa Rosa de Calamuchita. Als staatsburger van Argentinië sinds 27 november 1952, werkte hij als inspecteur van een viskwekerij aan het meer van Herrero.
In 1957 nam von Alvensleben deel aan de gespreksronde van Willem Sassen, waaraan ook Adolf Eichmann deelnam. Het protocol is bewaard gebleven.
Pogingen tot strafrechtelijke vervolging hadden geen gevolgen voor von Alvensleben. Een proces in Toruń in Polen, waar hij in afwezigheid ter dood werd veroordeeld. Op 31 januari 1964 vaardigde de districtsrechtbank van München een arrestatiebevel uit voor de moord op minstens 4247 Polen door eenheden van de Volksdeutscher Selbstschutz onder bevel von Alvensleben in de herfst van 1939: "De zwaarste maatregelen moesten worden genomen tegen 4247 voormalige Poolse staatsburgers", verklaarde hij op 5 oktober 1939 aan Berlijn. Een proces in München vond niet plaats.
Over het verdere verloop van zijn leven is niets bekend. Op 1 april 1970 stierf von Alvensleben in Santa Rosa de Calamuchita.

## Carrière
Von Alvensleben bekleedde verschillende rangen in zowel de Allgemeine-SS als Waffen-SS. De volgende tabel laat zien dat de bevorderingen niet synchroon liepen.
| Datum                                               | Pruisische leger | Sturmabteilung      | NSDAP                       | Politie                     | Allgemeine-SS          | Waffen-SS                              | Heer                      |
| --------------------------------------------------- | ---------------- | ------------------- | --------------------------- | --------------------------- | ---------------------- | -------------------------------------- | ------------------------- |
| 1918                                                | Fahnenjunker     | —                   | —                           | —                           | —                      | —                                      | —                         |
| 1 februari 1930                                     | —                | —                   | Kreisleiter der NSDAP       | —                           | —                      | —                                      | —                         |
| 1 augustus 1929                                     | —                | —                   | Ortsgruppenleiter der NSDAP | —                           | —                      | —                                      | —                         |
| Juli 1931                                           | —                | SA-Standartenführer | —                           | —                           | —                      | —                                      | —                         |
| 1933                                                | —                | —                   | Gauinspekteur               | —                           | —                      | —                                      | —                         |
| Juli 1931                                           | —                | Oberstaffelführer   | —                           | —                           | —                      | —                                      | —                         |
| 5 april 1934                                        | —                | —                   | —                           | —                           | SS-Anwärter            | —                                      | —                         |
| 5 april 1934                                        | —                | —                   | —                           | —                           | SS-Obersturmbannführer | —                                      | —                         |
| 26 juni 1935                                        | —                | —                   | —                           | —                           | —                      | —                                      | Unteroffizier der Reserve |
| 20 april 1936                                       | —                | —                   | —                           | —                           | SS-Standartenführer    | —                                      | —                         |
| 1936                                                | —                | —                   | —                           | —                           | —                      | —                                      | Feldwebel der Reserve     |
| 30 januari 1937                                     | —                | —                   | —                           | —                           | SS-Oberführer          | —                                      | —                         |
| 1 oktober 1937                                      | —                | —                   | —                           | —                           | —                      | —                                      | Leutnant der Reserve      |
| 25 april 1940                                       | —                | —                   | —                           | —                           | —                      | SS-Obersturmführer der Reserve (W-SS)  | —                         |
| 23 mei 1940                                         | —                | —                   | —                           | —                           | —                      | SS-Hauptsturmführer der Reserve (W-SS) | —                         |
| 1 augustus 1940                                     | —                | —                   | —                           | —                           | SS-Brigadeführer       | —                                      | —                         |
| 7 september 1940 (met ingang vanaf 1 augustus 1940) | —                | —                   | —                           | Generalmajor der Polizei    | —                      | —                                      | —                         |
| 9 november 1943                                     | —                | —                   | —                           | Generalleutnant der Polizei | SS-Gruppenführer       | —                                      | —                         |
| 1 juli 1944                                         | —                | —                   | —                           | —                           | —                      | Generalleutnant in de Waffen-SS        | —                         |

## Lidmaatschapsnummers
- NSDAP-nr.: 149 345[10] (lid geworden 1 augustus 1929[5])
- SS-nr.: 177 002[10] (lid geworden 5 april 1934[5])

## Onderscheidingen
Selectie:
- IJzeren Kruis 1939, 2e Klasse[5][2]
- Gouden Ereteken van de NSDAP[21] op 30 januari 1938[5][6][2][40][41]
- Commandeur in de Orde van de Kroon van Roemenië op 17 januari 1942[5][42][40]
- Herinneringsmedaille voor de Kruistocht tegen het Communisme op 22 januari 1943[42][5][6]
- Officier in de Orde van Verdienste (Roemenië) op 3 maart 1943[42][5][6][40]

## Films over von Alvensleben
- (de)   Speelfilm: Fahne von Kriwoj Rog, 1967.
- (de)  Filmdocumentaire: Mit „Bubi“ heim ins Reich, 1999/2000.
- (de)  Filmdocumentaire: Kinder der Herrenrasse. Organisation Lebensborn, 2009.
- (de)  Filmdocumentaire: Das Lebensborn-Projekt. Die Kinder der Herrenrasse, BBC 2012, met een anoniem verwekte zoon Ludolf von Alvensleben.

## Opmerking
- mit der Führung beauftragt (m. d. F. b.) (vrije vertaling: met het leiderschap belast)